# Sierpoń leśny
Sierpoń leśny (Ophion scutellaris) – gatunek owada z rodziny gąsienicznikowatych. 

## Zasięg występowania
Europa, notowany w Austrii, Belgii, Czechach, Finlandii, we Francji, w Hiszpanii, Holandii, Irlandii, Niemczech, Norwegii, Polsce, Rumunii, północy europejskiej części Rosji, Szwecji, na Węgrzech, w Wielkiej Brytanii oraz we Włoszech.
W Polsce pospolity i liczny w całym kraju.

## Budowa ciała
Osiąga 1,4–2 cm długości. Golenie tylnej pary odnóży bardzo cieńkie.
Ubarwienie ciała pomarańczowoczerwone. Mesoscutum zazwyczaj ciemniejsze niż reszta ciała, tarczka pomarańczowoczerwona. Wokół oczu żółta obwódka. Skrzydła przezroczyste, pterostygma pomarańczowoczerwona.

## Biologia i ekologia

### Tryb życia i biotop
Występuje w lasach, zaroślach, parkach, ogrodach, na polanach itp. Aktywny od kwietnia do września. 

### Odżywianie
Imago żywią się nektarem, larwy zaś są koinobiontycznymi parazytoidami gąsienic motyli.